# 9-1-1: Одинокая звезда
«9-1-1: Одинокая звезда» (англ. 9-1-1: Lone Star) — американский телесериал, являющийся спин-оффом сериала «9-1-1». Премьера сериала состоялась 19 января 2020 года на канале FOX..
В мае 2022 года телесериал был продлён на четвёртый сезон. В мае 2023 телесериал был продлен на пятый сезон который станет последним

## Сюжет
Сериал «9-1-1: Lone Star», является спин-оффом известного «9-1-1» рассказывает о команде экстренного реагирования в Остине, штат Техас. Им всё также придётся столкнуться со многими масштабными событиями: большими природными катастрофами и даже моментами, когда сами герои не вполне понимают, что могло привести к настолько серьёзным последствиям.
Тем не менее в «9-1-1: Одинокая звезда» события, как правило, больше зависят от пёстрого калейдоскопа персонажей, нежели от того, с чем они все сталкиваются в процессе спасения очередного полного потрясений дня. Главный герой, капитан Оуэн Стрэнд (Роб Лоу), начальник пожарной охраны, был отправлен в Остин для восстановления станции после того, как команда трагически погибла во время вызова. Стрэнд уже сталкивался с подобным — после того, как большая часть его собственного подразделения была потеряна на Граунд-Зиро 9/11.
Главный герой набирает новую команду спасателей, уникальных людей, каждому из которых предстоит представлять современную Америку во всей своей разношёрстности и временами неоднозначности: от набожной мусульманки и профессионала Маржан Марвани до транс-мужчины Пола Стрикланда и многообещающего новичка с дислексией Матео Чавеса.
Сюжет рассказывает о том, как команде приходится сталкиваться с опасными для жизни обычных людей ситуациями и сложными социальными проблемами, которые даже на этом празднике культуры Техаса накладывают свой отпечаток на каждого из героев.

## В ролях

### Основной состав
- Роб Лоу — Оуэн Стрэнд, капитан пожарной станции 126.
- Лив Тайлер — Мишель Блэйк (сезон 1), капитан парамедик.
- Ронен Рубинштейн — Тайлер Кеннеди «Ти-Кей» Стрэнд, пожарный/парамедик и сын Оуэна.
- Сьерра Эйлина МакКлейн — Грейс Райдер, оператор службы 9-1-1 и жена Джадда (сезоны 1–4[5]).
- Джим Пэррак — Джадсон «Джадд» Райдер, пожарный.
- Наташа Карам — Маржан Марвани, пожарный/парамедик.
- Брайан Майкл Смит — Пол Стрикланд, пожарный.
- Рафаэль Л. Сильва — Карлос Рейес, офицер полиции.
- Джулиан Уоркс — Матео Чавес, пожарный.
- Джина Торрес — Томми Вега (сезон 2–н.в.), капитан-парамедик и мать 8-летних близнецов, которая возвращается на работу после того, как ресторан её мужа был вынужден закрыться из-за последствий пандемии COVID-19.[6]
- Бриенна Бейкер — Нэнси Джиллиан (периодически, сезоны 1–2; сезон 3–н.в.), парамедик.
- Келси Йейтс — Изабелла «Иззи» Вега  (гость, сезон 2;сезон 3–н.в), дочь Томми Вега и сестра-близнец Иви.
- Скайлер Йейтс — Иви Вега  (гость, сезон 2;сезон 3–н.в), дочь Томми Вега и сестра-близнец Иззи.

### Второстепенные роли
- Марк Елиас — Тим Роузвотер, парамедик (сезон 1,2).
- Линди Фонсека — Айрис Блэйк, сестра Мишель (сезон 1,4).
- Мэри Кей Плейс — Тереза Блэйк, мать Мишель и Айрис (сезон 1).
- Джон Фостер — Дастин Шепард, бывший парень Айрис Блэйк (сезон 1).
- Натали Зиа — Зои, профессор психологии (сезон 1).
- Кайл Секор — Олден Рэдфорд, заместитель начальника пожарной охраны (сезон 1).
- Билли Берк — Билли Тайсон, капитан пожарной станции 121 (сезон 1,2).
- Тамала Джонс — Сарина Вашингтон, детектив по делу Айрис Блэйк (сезон 1) и другим делам (сезон 3-4).
- Бретт Райс — Уэйн Геттинджер, больной раком, который проходил лечение химиотерапией в одной клинике с Оуэном (сезон 1).
- Лиза Эдельштейн — Гвинет «Гвин» Морган (сезон 2,3), бывшая жена Оуэна и мать Ти-Кея, которая приезжает в Остин после госпитализации сына.[7]
- Дерек Уэбстер — Чарльз Вега (сезон 2), муж Томми.[8]
- Сейди Кальвано — Кара.
- Аиша Хиндс — Генриетта «Хен» Уилсон — парамедик, пожарный 118 бригады Лос-Анджелеса

## Обзор сезонов
| Сезон | Сезон | Эпизоды | Дата показа      | Дата показа    | Рейтинг Нильсона | Рейтинг Нильсона       |
| Сезон | Сезон | Эпизоды | Премьера         | Финал          | Ранк             | Зрители США (миллионы) |
| ----- | ----- | ------- | ---------------- | -------------- | ---------------- | ---------------------- |
|       | 1     | 10      | 19 января 2020   | 9 марта 2020   | 25               | 9,09                   |
|       | 2     | 14      | 18 января 2021   | 24 мая 2021    | 15               | 8,71                   |
|       | 3     | 18      | 3 января 2022    | 16 мая 2022    | 20               | 7,43                   |
|       | 4     | 18      | 24 января 2023   | 16 мая 2023    | 35               | 5.73                   |
|       | 5     | 12      | 23 сентября 2024 | 3 февраля 2025 | TBA              | TBA                    |

## Эпизоды

### Сезон 1 (2020)
| № общий | № в сезоне | Название                                            | Режиссёр             | Автор сценария                        | Дата премьеры   | Произв. код | Зрители в США (млн) |
| --- | ---------- | --------------------------------------------------- | -------------------- | ------------------------------------- | --------------- | ----------- | ------------------- |
| 1 | 1          | «Пилот» «Pilot»                                     | Брэдли Букер         | Райан Мерфи, Брэд Фэлчак и Тим Майнир | 19 января 2020  | 1CJW01      | 11,41               |
| Оуэн Стрэнд и его сын ТиКей, пожарные из Нью-Йорка, переезжают в Техас. Им предстоит восстановить одну из пожарных частей, команда из которой погибла практически в полном составе за полгода до этого. Также Оуэн узнаёт неутешительные сведения о своём здоровье. |            |                                                     |                      |                                       |                 |             |                     |
| 2 | 2          | «Ии-хааа!» «Yee-Haw»                                | Брэдли Букер         | Тим Майнир и Рашад Райсани            | 20 января 2020  | 1CJW02      | 5,94                |
| Новая смена команды включает вызов на происшествие у бассейна, а также на вспышку странного поведения в офисном здании после массового отравления ртутью. Отчаявшаяся найти свою пропавшую сестру Мишель решает попробовать иные способы узнать информацию о ней, а Оуэн, несмотря на все страхи, должен прекратить принимать препараты для роста волос.                                                                         |            |                                                     |                      |                                       |                 |             |                     |
| 3 | 3          | «Гордость Техаса» «Texas Proud»                     | Дженнифер Линч       | Кристи Лоури                          | 27 января 2020  | 1CJW03      | 5,58                |
| После того, как команда спасла подростка из хранилища зерна, у некоторых её членов возникли проблемы и разногласия по разным причинам. На конкурсе поедания стейков парамедики во главе с Мишель помогают одной из участников, которая внезапно упала без сознания. Оуэн начинает проходить химиотерапию, а Мишель пытается помириться с бывшим парнем сестры, которого три года обвиняла в её пропаже, чтобы проверить зацепку. |            |                                                     |                      |                                       |                 |             |                     |
| 4 | 4          | «Божий промысел» «Act of God»                       | Шарат Раджу          | Молли Грин и Джеймс Леффлер           | 3 февраля 2020  | 1CJW04      | 6,39                |
| На Остин обрушивается два огромных торнадо. Командам Оуэна и Мишель разобраться с их последствиями, которые, помимо прочего, включают машину, застрявшую между двумя зданиями, и разрушенный дом, в котором застряло двое детей. ТиКей, наконец, узнаёт, что у его отца рак. |            |                                                     |                      |                                       |                 |             |                     |
| 5 | 5          | «Жеребцы» «Studs»                                   | Брэдли Букер         | Карли Сотерас                         | 10 февраля 2020 | 1CJW05      | 5,73                |
| Команде предстоит столкнуться с дракой в мужском стриптиз-клубе, пожаром на фабрике спермы быков и протестом, во время которого токсичность мужчин поднимается на новый уровень. Тем временем Грейс пытается восстановить отношения с Джаддом, а Оуэн сталкивается с последствиями химиотерапии. |            |                                                     |                      |                                       |                 |             |                     |
| 6 | 6          | «Настоящие друзья» «Friends Like These»             | Марита Грабяк        | Джон Оуэн Лоу                         | 17 февраля 2020 | 1CJW06      | 6,04                |
| На одной из местных ферм происходит несчастный случай. Выехав на место, Оуэн и его команда сталкиваются с новой чрезвычайной ситуацией – автомобильной катастрофой. В то время как Марджан вместе с командой помогают Матео сдать экзамен, с героем неожиданно связывается бывший капитан. |            |                                                     |                      |                                       |                 |             |                     |
| 7 | 7          | «Ложная информация» «Bum Steer»                     | Джон Дж. Грэй        | Джилл Снайдер                         | 24 февраля 2020 | 1CJW07      | 5,65                |
| Оуэн и команда гоняются за беглым быком на стоянке подержанных автомобилей и борются с очевидным поражением электрическим током от рук трансплантата Лос-Анджелеса. Тем временем Оуэн полон решимости доказать, что он физически пригоден для этой работы, проходя курс химиотерапии, а Мишель получает самую сильную зацепку на её пропавшую сестру.                                                                            |            |                                                     |                      |                                       |                 |             |                     |
| 8 | 8          | «Монстр внутри» «Monster Inside»                    | Гвинет Хердер-Пэйтон | Тоня Конг                             | 2 марта 2020    | 1CJW08      | 5,61                |
| Оуэн, Мишель и команда 126-й мчатся к заражению гремучей змеёй в доме молодой семьи и пытаются спасти человека с деменцией. Тем временем Оуэн усыновляет собаку из пожарной части, а Мишель, наконец, узнаёт правду об исчезновении своей сестры. |            |                                                     |                      |                                       |                 |             |                     |
| 9 | 9          | «Пробуждение» «Awakening»                           | Дэвид Гроссман       | Рашад Райсани                         | 9 марта 2020    | 1CJW09      | 5,38                |
| Мишель узнаёт правду об исчезновении сестры. В это время Оуэн и его команда спасает беременную женщину, которой стало плохо на вечеринке, и вскоре выезжает на спасение отца и сына, поехавших на горную экскурсию и попавших под завал в пещере. |            |                                                     |                      |                                       |                 |             |                     |
| 10 | 10         | «Остин, у нас проблемы» «Austin, We Have a Problem» | Брэдли Букер         | Рашад Райсани и Тим Майнир            | 9 марта 2020    | 1CJW10      | 5,38                |
| Оуэн помогает Стрэнду примириться с печальным прошлым. Он предлагает парню забыть обо всем, что случилось, чтобы начать жизнь с чистого листа и построить светлое будущее. В это время Мишель выясняет новые подробности о пропавшей сестре Айрис. |            |                                                     |                      |                                       |                 |             |                     |

### Сезон 2 (2021)
| № общий | № в сезоне | Название                                            | Режиссёр          | Автор сценария                 | Дата премьеры   | Произв. код | Зрители в США (млн) |
| --- | ---------- | --------------------------------------------------- | ----------------- | ------------------------------ | --------------- | ----------- | ------------------- |
| 11 | 1          | «Снова на коне» «Back in the Saddle»                | Брэдли Букер      | Тим Майнир и Рашад Райсани     | 18 января 2021  | 2CJW01      | 6,03                |
| Спасатели сталкиваются с непредвиденными событиями, произошедшими в центре Остина. В это время в команду приходит новый капитан с медицинским образованием Томми Вега. На фоне пополнения в команде, герой мирится с бывшей женой и узнаёт новые данные о течение болезни.                                            |            |                                                     |                   |                                |                 |             |                     |
| 12 | 2          | «2100 градусов по Фаренгейту» «2100°»               | Брэдли Букер      | Молли Грин и Джеймс Леффлер    | 25 января 2021  | 2CJW02      | 5,90                |
| После извержения вулкана, который нанёс немалый ущерб городу, команда спасателей отправляется на очередной вызов – спасать студентов колледжа в бассейне. В это время жена Оуэна решает собрать семью за совместным занятием – игрой в мини-гольф.                                                                    |            |                                                     |                   |                                |                 |             |                     |
| 13 | 3          | «Держать оборону» «Hold the Line»                   | Брэдли Букер      | Джессика Болл и Джон Оуэн Лоу  | 1 февраля 2021  | 2CJW03      | 6,14                |
| На окраине Остина случается лесной пожар, который намеревается распространиться по всему Техасу. Чтобы помочь команде спасателей, руководство посылает Эвана, Бакли, Генриетту и Эдди из пожарной части Лос-Анджелеса в Остин.                                                                                        |            |                                                     |                   |                                |                 |             |                     |
| 14 | 4          | «Друзья с привилегиями» «Friends With Benefits»     | Санаа Хамри       | Карли Сотерас и Джалиса Конвей | 8 февраля 2021  | 2CJW04      | 5,59                |
| Пышная свадьба, устроенная в Остине, катастрофически рушиться. Грейс пытается оказать помощь молодожёнам, попавшим в шокирующую ситуацию. В это время Оуэн и Гвинет стараются сохранить свои новые взаимоотношения.                                                                                                   |            |                                                     |                   |                                |                 |             |                     |
| 15 | 5          | «Трудные беседы» «Difficult Conversations»          | Санаа Хамри       | Вулф Коулман                   | 15 февраля 2021 | 2CJW05      | 5,73                |
| Джадд приходит в шок от очередного вызова. Карлос и Грейс пытаются спасти женщину от домашнего насилия. В это время команда спасателей отправляется на место автомобильной катастрофы, произошедшей на шоссе, в надежде спасти отца и дочь.                                                                           |            |                                                     |                   |                                |                 |             |                     |
| 16 | 6          | «И у каждого по брату» «Everyone and Their Brother» | Маркус Стоукс     | Молли Грин и Джеймс Леффлер    | 22 февраля 2021 | 2CJW06      | 5,36                |
| Оуэн с сыном рискуют собственными жизнями, чтобы спасти двух братьев, которые угодили на самодельное минное поле. В это время Грейс принимает звонок от сиамского близнеца, попавшего в чрезвычайную ситуацию, а Томми проводит собеседование с несколькими новыми кандидатами на освободившуюся должность в команде. |            |                                                     |                   |                                |                 |             |                     |
| 17 | 7          | «Не в своей тарелке» «Displaced»                    | Паула Хунцикер    | Джессика Болл                  | 1 марта 2021    | 2CJW07      | 5,34                |
| Команда спасателей отправляется на похороны, чтобы спасти человека, попавшего в чрезвычайное положение. В это время, в больнице выходит из строя аппарат МРТ и Оуэн незамедлительно отправляется на вызов. |            |                                                     |                   |                                |                 |             |                     |
| 18 | 8          | «Неверное решение» «Bad Call»                       | Брэдли Букер      | Тоня Конг                      | 8 марта 2021    | 2CJW08      | 5,35                |
| В службу спасения поступает целая череда, казалось бы, бессвязных звонков, однако вскоре команда находит связь между ограблением банка, пожаром в квартире и беременной женщиной, чуть не родившей ребёнка в закрытом гараже. Взаимоотношения Оуэна и Гвин начинают резко портиться.                                  |            |                                                     |                   |                                |                 |             |                     |
| 19 | 9          | «Спасти Грейс» «Saving Grace»                       | Шарат Раджу       | Тоня Конг и Вулф Коулман       | 19 апреля 2021  | 2CJW09      | 5,49                |
| Джадд и Грейс попадают в страшную автомобильную катастрофу, после которой чудом выжив, оказываются в больнице. Пребывая в бессознательном состоянии и стоя на волоске от гибели, они блуждают по воспоминаниям о том, как впервые встретились и полюбили друг друга.                                                  |            |                                                     |                   |                                |                 |             |                     |
| 20 | 10         | «Помощь друзей» «A Little Help From My Friends»     | Марита Грабяк     | Джалиса Конвей                 | 26 апреля 2021  | 2CJW10      | 4,92                |
| Команде спасателей приходится побывать на месте кровавой катастрофы и спасти мальчика, пропавшего во время празднования собственного дня рождения. В это время Оуэн случайно делится секретами с новым коллегой, не догадываясь о последствиях своей чрезмерной искренности.                                          |            |                                                     |                   |                                |                 |             |                     |
| 21 | 11         | «Затишье» «Slow Burn»                               | Чад Лоу           | Джон Оуэн Лоу                  | 3 мая 2021      | 2CJW11      | 5,26                |
| После перенесённой операции, долгой реабилитации и временного перерыва в работе, Оуэн пускается на поиски серийного поджигателя. В это время взаимоотношения Стрэнда и Карлос переходят на новый уровень, а Марьян впадает в глубокую депрессию после потери коллеги.                                                 |            |                                                     |                   |                                |                 |             |                     |
| 22 | 12         | «Лютая жара» «The Big Heat»                         | Бен Эрнандес Брэй | Карли Сотерас                  | 10 мая 2021     | 2CJW12      | 4,91                |
| Оуэн неожиданно оказывается главным подозреваемым в деле о серийных поджогах. В это время Карлос и Стрэнд попадают в чрезвычайную ситуацию и оказываются в самом эпицентре сильного пожара, а Томми ждёт большой сюрприз.                                                                                             |            |                                                     |                   |                                |                 |             |                     |
| 23 | 13         | «Один день» «One Day»                               | Санаа Хамри       | Тим Майнир и Рашад Райсани     | 17 мая 2021     | 2CJW13      | 5,20                |
| В спасательную службу поступает звонок об очередной чрезвычайной ситуации, произошедшей в окрестностях Остина. Команда спасателей сразу же выезжает на вызов, во время которого Оуэну приходится спасать Томми из непредвиденных обстоятельств.                                                                       |            |                                                     |                   |                                |                 |             |                     |
| 24 | 14         | «Пыль к пыли» «Dust to Dust»                        | Брэдли Букер      | Тим Майнир и Рашад Райсани     | 24 мая 2021     | 2CJW14      | 5,21                |
| В Остине передают о стремительно надвигающейся на город природной аномалии – мощной пыльной буре. Большей части людей удаётся спастись, но оставшиеся попадают в самый эпицентр природной катастрофы. Команда спасателей, рискуя собственной жизнью, отправляется на вызов.                                           |            |                                                     |                   |                                |                 |             |                     |

### Сезон 3 (2022)
| № общий | № в сезоне | Название                                                           | Режиссёр           | Автор сценария                                          | Дата премьеры   | Произв. код | Зрители в США (млн) |
| --- | ---------- | ------------------------------------------------------------------ | ------------------ | ------------------------------------------------------- | --------------- | ----------- | ------------------- |
| 25 | 1          | «Ужасный холод» «The Big Chill»                                    | Брэдли Букер       | Тим Майнир и Рашад Райсани                              | 3 января 2022   | 3CJW01      | 5,50                |
| Неожиданный арктический холодный фронт приносит в Остин ледяной шторм и различные чрезвычайные ситуации, связанные с погодой. Пока Оуэн разбирается с последствиями закрытия 126-й, Томми, ТиКей и Джиллиан устраиваются на новую работу. Джадд и Грейс готовятся к рождению ребёнка. |            |                                                                    |                    |                                                         |                 |             |                     |
| 26 | 2          | «Тонкий лёд» «Thin Ice»                                            | Брэдли Букер       | Трей Колэуэй и Карли Сотерас                            | 10 января 2022  | 3CJW02      | 5,03                |
| Ввиду того, что арктический холодный фронт и ледяная буря всё ещё продолжают вызывать хаос в Остине, Томми, ТиКей и Джиллиан спешат спасти мальчика, который упал в замёрзший пруд. Джадд и Матео усиленно работают, чтобы помочь пойманному в ловушку Полу, а Оуэн принимает решительные меры, чтобы спасти человека, получившего ножевые ранения и оставленного умирать в заснеженной холмистой местности. |            |                                                                    |                    |                                                         |                 |             |                     |
| 27 | 3          | «Шок и оттепель» «Shock & Thaw»                                    | Брэдли Букер       | Тим Майнир, Рашад Райсани, Трей Колэуэй и Карли Сотерас | 24 января 2022  | 3CJW03      | 5,39                |
| Снежная буря продолжает бушевать, в то время как жизнь ТК висит на волоске, а Грейс готовится родить ребёнка для неё и Джадда, Оуэн, тем временем пытается спасти мигрантов, попавших в ловушку картеля. |            |                                                                    |                    |                                                         |                 |             |                     |
| 28 | 4          | «Толчок» «Push»                                                    | Марита Грабяк      | Тим Майнир и Рашад Райсани                              | 31 января 2022  | 3CJW04      | 6,01                |
| Грейс застревает в ледяной буре во время родов, и Оуэн, Джадд и Томми пытаются её найти. ТК все ещё в коме, и условия не выглядят благоприятными. Карлос наконец раскрывает, почему они с ТК расстались. Оуэн обещает своему бессознательному сыну, что попытается все исправить, и они с Томми отправляются на поиски Билли. Они находят его застрявшим с Грейс; Джадд успевает увидеть рождение дочери. ТК просыпается, и он и Карлос примиряются. Джадд и Грейс называют свою дочь Чарли в честь покойного мужа Томми. Краудфандинговая кампания 126 проходит успешно, и пожарная часть официально вновь открывается.     |            |                                                                    |                    |                                                         |                 |             |                     |
| 29 | 5          | «Воспитание детей» «Child Care»                                    | Бренна Маллой      | Джессика Болл и Джалиса Конвей                          | 7 февраля 2022  | 3CJW05      | 5,18                |
| Оуэну тяжело, поэтому он решает зайти в приложение для знакомств. Тем временем 126 прибывают на место пожара и обнаруживают, что дочь пары пропала. Джадд встречает подростка, который говорит, что он его сын. |            |                                                                    |                    |                                                         |                 |             |                     |
| 30 | 6          | «Секретные материалы» «The ATX-Files»                              | Янгзом Брауен      | Молли Грин и Джеймс Леффлер                             | 14 февраля 2022 | 3CJW06      | 4,95                |
| 126 помогает человеку, который застрял в колючей проволоке, пытаясь спастись от «синих пришельцев». Джадд пытается познакомиться со своим сыном Уайттом, но обнаруживает, что у них нет ничего общего. Чтобы сблизиться с ним, он берет Уайтта и Оуэна на охоту за инопланетянами, но все идет не так, как планировалось, когда они натыкаются на тушу опасного животного. Тем временем фельдшера 126 откликаются на вызов экстрасенса, когда у женщины изо рта и носа выходят ленточные черви. |            |                                                                    |                    |                                                         |                 |             |                     |
| 31 | 7          | «Красные играют против синих» «Red vs Blue»                        | Чад Лоу            | Джон Оуэн Лоу и Джейми Кесслер                          | 21 февраля 2022 | 3CJW07      | 5,13                |
| Оуэн решает уладить дела на поле для софтбола после того, как ссора между ним и агрессивным сержантом полиции стала вирусной. Оператор колл-центра ночной смены 911 плохо ладит c Грейс, когда переходит на дневную смену. В конце ТК получает разрушительные новости. |            |                                                                    |                    |                                                         |                 |             |                     |
| 32 | 8          | «Ничто не предвещало беды» «In the Unlikely Event of an Emergency» | Джон Дж. Грэй      | Мэтт Солик                                              | 28 февраля 2022 | 3CJW08      | 4,82                |
| Когда ТК и Оуэн садятся в самолёт, чтобы полететь в Нью-Йорк на похороны матери ТК, все идет наперекосяк, когда в самолёте взрывается двигатель. Показано прошлое ТК со злоупотреблением наркотиками, а также его мать, которая сопровождает его в реабилитационный центр. |            |                                                                    |                    |                                                         |                 |             |                     |
| 33 | 9          | «Птица» «The Bird»                                                 | Скотт Уайт         | Вулф Коулман                                            | 7 марта 2022    | 3CJW09      | 5,16                |
| 126 реагируют на звонок, в котором женщина случайно врезалась на машине в собственного мужа. Оуэн недоволен, когда узнает, что Гвен оставила ему по завещанию своего домашнего ару. Пол получает тревожные новости, которые могут положить конец его карьере пожарного. Тем временем ТК посещает собрание группы по утрате близкого |            |                                                                    |                    |                                                         |                 |             |                     |
| 34 | 10         | «Родительский контроль» «Parental Guidance»                        | Бен Эрнандес Брэй  | Карли Сотерас                                           | 14 марта 2022   | 3CJW10      | 4,64                |
| 126 откликаются на призыв той же женщины, которая сбила своего мужа; на этот раз она сбила человека, одетого как рыцарь, который отравился угарным газом. Лечение рыцаря приводит 126 к целой группе людей, страдающих таким же отравлением. Тем временем Пол восстанавливается дома после операции на сердце. Когда он признается, что боится вернуться к работе, Оуэн, Джадд и Томми помогают ему вернуться в форму и повторно подать заявку на CFD. В конце концов он и Маржанн помирились. В то же время Матео помогает своему старому капитану 129 после того, как он обращается к нему после смерти своего лейтенанта. |            |                                                                    |                    |                                                         |                 |             |                     |
| 35 | 11         | «Ну как там с деньгами» «Prince Albert in a Can»                   | Брэдли Букер       | Джессика Болл                                           | 21 марта 2022   | 3CJW11      | 4,45                |
| Когда Кэтрин получает в офисе губернатора посылку, которая может содержать биологическую опасность, 126 спешат ей на помощь. Грейс и Карлос объединяются, чтобы расследовать смертельный розыгрыш звонка в службу 9-1-1. |            |                                                                    |                    |                                                         |                 |             |                     |
| 36 | 12         | «Негативное пространство» «Negative Space»                         | Джон Дж. Грэй      | Боб Гудман                                              | 28 марта 2022   | 3CJW12      | 3,85                |
| Оуэн и Маржан злятся, когда понимают, что система правосудия отпустила на свободу убийцу, который, возможно, сейчас преследует их. Между тем, когда Нэнси спасает жизнь женщине с браслетом «Не реанимировать», она и Томми сталкиваются с последствиями. |            |                                                                    |                    |                                                         |                 |             |                     |
| 37 | 13         | «Загадка сфинкса» «Riddle of the Sphynx»                           | Тесса Блейк        | Джалиса Конвей                                          | 11 апреля 2022  | 3CJW13      | 4,24                |
| Члены 126 участвуют в гонке, чтобы найти и спасти жертву автокатастрофы после того, как он сбросился с велосипеда и исчез в поле с сеном. Оуэн решает присмотреть за домашним сфинксом Кэтрин, но все идет наперекосяк после того, как он встречает её «бывшего». Карлос начинает ревновать, когда ТК начинает проводить много времени со своим спонсором. В то же время Томми идет на свидание с членом её группы по утрате близкого |            |                                                                    |                    |                                                         |                 |             |                     |
| 38 | 14         | «Самоконтроль» «Impulse Control»                                   | Брэдли Букер       | Трей Колэуэй                                            | 18 апреля 2022  | 3CJW14      | 4,21                |
| 126 отвечают на вызов одного и того же человека в трех разных чрезвычайных ситуациях, причиной которых он является. Тем временем Маржан убеждает Оуэна продолжать терапию по управлению гневом даже после того, как его назначенное судом время истекло. Томми сталкивается со своими собственными проблемами, когда её отчужденный зять приезжает в гости. |            |                                                                    |                    |                                                         |                 |             |                     |
| 39 | 15         | «Клоунада» «Down To Clown»                                         | СиДжей Мэйн Муньос | Молли Грин и Джеймс Леффлер                             | 25 апреля 2022  | 3CJW15      | 4,56                |
| Грейс приглашает на ужин друга-оператора 9-1-1, Дэйва, после того, как он потерял кого-то по звонку, но в итоге она получает больше, чем рассчитывала, после того, как Джадд приглашает его остаться на неделю после того, как он узнает, что у него проблемы с сантехникой в собственной квартире. Оуэн узнает, что у него может быть глубокий страх перед клоунами, после того как он замолкает на телефонном звонке. Тем временем ТК приносит домой ящерицу после звонка с участием рептилии, чему Карлос недоволен. |            |                                                                    |                    |                                                         |                 |             |                     |
| 40 | 16         | «Беспомощный» «Shift-Less»                                         | Кристин Халафиан   | Вулф Коулман                                            | 2 мая 2022      | 3CJW16      | 4,27                |
| Оуэн едет в Лос-Анджелес, чтобы навестить отца, которого не видел с 13 лет. Также показано прошлое Оуэна в детстве. Тем временем Джадду звонят из окружной тюрьмы по поводу его сына Уайтта. |            |                                                                    |                    |                                                         |                 |             |                     |
| 41 | 17         | «Весенняя чистка» «Spring Cleaning»                                | Чад Лоу            | Джейми Кесслер                                          | 9 мая 2022      | 3CJW17      | 4,80                |
| Когда парень падает в пресс для мусора, а отчаявшаяся мать пытается спасти своих детей от мчащейся машины, 126 откликается. Джадд призывает своего сына одеться для стажировки, которую он хочет, что после имеет эффектные неприятные последствия. Когда Нэнси хочет рассказать группе о своих отношениях с Матео, у Матео есть некоторые сомнения по этому поводу. Тем временем Томми и Джулиус становятся все ближе. |            |                                                                    |                    |                                                         |                 |             |                     |
| 42 | 18         | «Светлое и безоблачное утро» «A Bright and Cloudless Morning»      | Брэдли Букер       | Боб Гудман                                              | 16 мая 2022     | 3CJW18      | 4,63                |
| Когда Джадд оказывается в ловушке под обрушившимся зданием, 126 приходят ему на помощь. Оуэн получает потенциально плохие новости от своего онколога, из-за чего его воспоминания об 11 сентября всплывают на поверхность. Тем временем ТК и Карлос обручились. |            |                                                                    |                    |                                                         |                 |             |                     |

### Сезон 4 (2023)
| № общий | № в сезоне | Название                                          | Режиссёр               | Автор сценария                  | Дата премьеры   | Произв. код | Зрители в США (млн) |
| ------- | ---------- | ------------------------------------------------- | ---------------------- | ------------------------------- | --------------- | ----------- | ------------------- |
| 43      | 1          | «Новая горячая новинка» «The New Hotness»         | Брэдли Букер           | Молли Грин и Джеймс Леффлер     | 24 января 2023  | 4CJW01      | 3.92                |
| 44      | 2          | «Новый горячий беспорядок» «The New Hot Mess»     | Чад Лоу                | Боб Гудман                      | 31 января 023   | 4CJW02      | 4.05                |
| 45      | 3          | «Плачуший волк» «Cry Wolf»                        | Дэвид Катценберг       | Карли Сотерас и Вулф Коулман    | 7 февраля 2023  | 4CJW03      | 3.80                |
| 46      | 4          | «Заброшенный» «Abandoned»                         | Кристин Халафиан       | Джалиса Конвей и Джейми Кесслер | 14 февраля 2023 | 4CJW04      | 3.65                |
| 47      | 5          | «Человеческие ресурсы» «Human Resources»          | Феликс Энрикез Алькала | Молли Грин и Джеймс Леффлер     | 21 февраля 2023 | 4CJW05      | 3.54                |
| 48      | 6          | «Это не учения» «This Is Not a Drill»             | Майкл Медико           | Келли Содерс и Брайан Питерсон  | 28 февраля 2023 | 4CJW06      | 3.39                |
| 49      | 7          | «Дорогой Томми» «Tommy Dearest»                   | Скотт Уайт             | Боб Гудман и Джейми Кесслер     | 7 марта 2023    | 4CJW07      | 4.08                |
| 50      | 8          | «Уродцы контроля» «Control Freaks»                | Тори Гаррет            | Джалиса Конвэй                  | 14 марта 2023   | 4CJW08      | 3.72                |
| 51      | 9          | «Убийство на дороге» «Road Kill»                  | Бренна Малой           | Карли Сотерас и Вулф Коулман    | 21 марта 2023   | 4CJW09      | 3.60                |
| 52      | 10         | «Распродажа» «Sellouts»                           | Тесса Блейк            | Молли Грин и Джеймс Леффлер     | 28 марта 2023   | 4CJW10      | 3.90                |
| 53      | 11         | «Двойные неприятности» «Double Trouble»           | Брэдли Букер           | Джейми Кесслер                  | 4 апреля 2023   | 4CJW11      | 3.37                |
| 54      | 12         | «Проведите влево» «Swipe Left»                    | Стив Дантон            | Карли Сотерас                   | 11 апреля 2023  | 4CJW12      | 3.48                |
| 55      | 13         | «Открыто» «Open»                                  | Джон Дж. Грэй          | Вулф Коулман                    | 18 апреля 2023  | 4CJW13      | 3.36                |
| 56      | 14         | «Языки наружу» «Tongues Out»                      | Кит Триплер            | Боб Гудман                      | 25 апреля 2023  | 4CJW14      | 3.35                |
| 57      | 15         | «Дрноры» «Donors»                                 | Бренна Малой           | Келли Содерс и Брайан Питерсон  | 2 мая 2023      | 4CJW15      | 3.69                |
| 58      | 16         | «Разделенный дом» «A House Divided»               | Тесса Блейк            | Мэтт Солик                      | 9 мая 2023      | 4CJW16      | 3.37                |
| 59      | 17         | «Лучшие из мужчин» «Best of Men»                  | Чад Лоу                | Тим Майнир и Рашад Райсани      | 16 мая 2023     | 4CJW17      | 3.32                |
| 60      | 18         | «В болезни и здравии» «In Sickness and In Health» | Брэдли Букер           | Тим Майнир и Рашад Райсани      | 16 мая 2023     | 4CJW18      | 3.32                |

### Сезон 5 (2024 - 2025)
| № общий | № в сезоне | Название                                | Режиссёр        | Автор сценария                 | Дата премьеры    | Произв. код | Зрители в США (млн) |
| ------- | ---------- | --------------------------------------- | --------------- | ------------------------------ | ---------------- | ----------- | ------------------- |
| 61      | 1          | «Обе стороны, сейчас» «Both Sides, Now» | Кристин Халафян | Рашад Райсани & Джейми Кесслер | 23 сентября 2024 | 5CJW01      | 3.04                |
| 62      | 2          | «Крушения поездов» «Trainwrecks»        | Брэдли Букер    | Молли Грин & Джеймс Леффлер    | 30 сентября 2024 | 5CJW02      | 2.81                |
| 63      | 3          | «Хлор» «Cl2»                            | Брэдли Букер    | Неизвестно                     | 7 октября 2024   | 5CJW03      | 2.93                |
| 64      | 4          | «Мой путь» «My Way»                     | Неизвестно      | Неизвестно                     | 14 октября 2024  | 5CJW04      | 2.40                |
| 65      | 5          | «Удар грома» «Thunderstruck»            | Неизвестно      | Неизвестно                     | 21 октября 2024  | 5CJW05      | 2.80                |
| 66      | 6          | «Голая правда» «Naked Truth»            | Неизвестно      | Неизвестно                     | 4 ноября 2024    | 5CJW06      | 2.71                |
| 67      | 7          | «Малыши» «Kiddos»                       | Неизвестно      | Неизвестно                     | 11 ноября 2024   | 5CJW07      | 2.76                |
| 68      | 8          | «Тихие люди» «The Quiet Ones»           | Неизвестно      | Неизвестно                     | 18 ноября 2024   | 5CJW08      | 2.80                |
| 69      | 9          | «Падение» «Fall From Grace»             | Неизвестно      | Неизвестно                     | 2 декабря 2024   | 5CJW09      | 2.65                |
| 70      | 10         | «Все кто блуждает» «All Who Wander»     | Неизвестно      | Неизвестно                     | 20 января 2025   | 5CJW10      | 2.42                |
| 71      | 11         | «Столкновение» «Impact»                 | Неизвестно      | Неизвестно                     | 27 января 2025   | 5CJW11      | 3.12                |
| 72      | 12         | «Возвращение домой» «Homecoming»        | Неизвестно      | Неизвестно                     | 3 февраля 2025   | 5CJW12      | 3.34                |

## Производство

### Разработка
13 апреля 2020 телеканал FOX продлил телесериал на второй сезон. Премьера второго сезона состоялась 18 января 2021 года. 17 мая 2021 года телеканал FOX продлил телесериал на третий сезон. Премьера третьего сезона состоялась на телеканале FOX 3 января 2022 года.